# Thalosang Tshireletso
Thalosang Tshireletso (* 14. Mai 1991) ist ein botswanischer Leichtathlet, der sich auf den Weit- und Dreisprung spezialisiert hat.

## Sportliche Laufbahn
Erste Erfahrungen bei internationalen Meisterschaften sammelte Thalosang Tshireletso im Jahr 2011, als er bei der Sommer-Universiade in Shenzhen mit 6,90 m und 13,65 m jeweils in der Qualifikationsrunde im Weit- und Dreisprung ausschied. Auch bei den Studentenweltspielen 2013 in Kasan verpasste er im Dreisprung mit 14,27 m den Finaleinzug. 2022 siegte er mit 8,04 m beim Gaborone International Meet im Weitsprung und verbesserte im Mai den botswanischen Landesrekord im Dreisprung auf 16,77 m. Anschließend siegte er bei den Afrikameisterschaften in Port Louis mit 7,82 m im Weitsprung und gewann im Dreisprung mit 16,77 m die Silbermedaille hinter dem Burkiner Hugues Fabrice Zango.
2022 wurde Tshireletso botswanischer Meister im Weit- und Dreisprung.

## Persönliche Bestleistungen
- Weitsprung: 8,04 m (+0,5 m/s), 30. April 2022 in Gaborone
  - Weitsprung (Halle): 7,01 m, 23. Februar 2013 in Sheffield
- Dreisprung: 16,77 m (+1,9 m/s), 15. Mai 2022 in Francistown (botswanischer Rekord)
  - Dreisprung (Halle): 21. Februar 2016 in Sheffield